# Heinrich Kreutz
Pour les articles homonymes, voir Kreutz.
Heinrich Carl Friedrich Kreutz (né le 8 septembre 1854 à Siegen, en province de Westphalie et mort le 13 juillet 1907 à Kiel) est un astronome allemand.

## Biographie
Heinrich Kreutz obtint son PhD à l'université de Bonn en 1880. En 1882, il s'installa à Kiel, travaillant à l'observatoire et à l'université. En 1896, il devint éditeur du Astronomische Nachrichten, la revue astronomique majeure de l'époque, poste qu'il occupa jusqu'à sa mort en 1907.
Heinrich Kreutz est surtout connu pour ses études des orbites de plusieurs comètes rasantes, qui révélèrent qu'elles étaient toutes apparentées, formées lorsqu'une très grande comète rasante se fragmenta plusieurs centaines d'années auparavant. Le groupe est maintenant appelé groupe de Kreutz, et a produit certaines des plus brillantes comètes jamais observées.
L'astéroïde (3635) Kreutz a été nommé en son honneur.